# Lautita
La lautita és un mineral de la classe dels sulfurs. Va ser anomenada en honor de la seva localitat tipus, situada prop de Lauta, a Saxònia.

## Característiques
La lautita és un sulfur de fórmula química CuAsS. Cristal·litza en el sistema ortoròmbic. Els seus cristalls són curts o llargs prismàtics en [100], de fins a 2,3 cm i tabulars en [001]; estriats en {001} paral·lelament a [100]. També poden ser massius, granular fins o radiants. La seva duresa a l'escala de Mohs és 3,5.
Segons la classificació de Nickel-Strunz, la lautita pertany a «02.CB - Sulfurs metàl·lics, M:S = 1:1 (i similars), amb Zn, Fe, Cu, Ag, etc.» juntament amb els següents minerals: coloradoïta, hawleyita, metacinabri, polhemusita, sakuraiïta, esfalerita, stil·leïta, tiemannita, rudashevskyita, calcopirita, eskebornita, gal·lita, haycockita, lenaïta, mooihoekita, putoranita, roquesita, talnakhita, laforêtita, černýita, ferrokesterita, hocartita, idaïta, kesterita, kuramita, mohita, pirquitasita, estannita, estannoidita, velikita, chatkalita, mawsonita, colusita, germanita, germanocolusita, nekrasovita, estibiocolusita, ovamboïta, maikainita, hemusita, kiddcreekita, polkovicita, renierita, vinciennita, morozeviczita, catamarcaïta, cadmoselita, greenockita, wurtzita, rambergita, buseckita, cubanita, isocubanita, picotpaulita, raguinita, argentopirita, sternbergita, sulvanita, vulcanita, empressita i muthmannita.

## Formació i jaciments
La lautita es forma en filons hidrotermals a mitjana temperatura. Va ser descoberta a Rudolph Shaft, a Lauta (Districte d'Erzgebirge, Saxònia, Alemanya). També ha estat descrita a Alemanya, Àustria, el Canadà, Espanya, els Estats Units, França, Hongria, l'Índia, l'Iran, Namíbia, el Perú, Polònia, la República Txeca, Suïssa i la Xina.